# Артемівка (Чугуївський район)
Арте́мівка — село в Україні, у Печенізькій селищній громаді Чугуївського району Харківської області. Населення становить 1304 особи. До 2020 орган місцевого самоврядування — Артемівська сільська рада.

## Географія
Село знаходиться на березі річки Гнилиця, недалеко від місця впадання її в Печенізьке водосховище, вище за течією на відстані 3 км розташоване село Аркушине. Поруч проходить автомобільна дорога Т 2111.

## Історія
Село засноване в 1702 році.
За даними на 1864 рік у казенному селі Новобєлгородської волості Вовчанського повіту мешкала 3041 особа (1496 чоловічої статі та 1545 — жіночої), налічувалось 549 дворових господарств, існувала православна церква.
Станом на 1914 рік кількість мешканців зросла до 5786 осіб.
Під час організованого радянською владою Голодомору 1932—1933 років померло щонайменше 177 жителів села.
12 червня 2020 року, відповідно до Розпорядження Кабінету Міністрів України  № 725-р «Про визначення адміністративних центрів та затвердження територій територіальних громад Харківської області», увійшло до складу Печенізької селищної громади.
19 липня 2020 року, в результаті адміністративно-територіальної реформи та ліквідації колишнього Печенізького району, увійшло до складу новоутвореного Чугуївського району Харківської області.
У 2022 році село пробуло більш ніж півроку в російській окупації під час повномасштабного вторгнення. Збройні Сили України 10 вересня зайшли в населений пункт і повністю зачистили його від окупантів.

## Освіта
- Комунальний заклад «Артемівський ліцей Печенізької селищної ради Харківської області», у якому функціонує школа та розміщується дитсадок. [7]

## Медицина
У селі приймає пацієнтів Артемівська амбулаторія сімейної медицини.

## Водойми
На території села протікає річка Гнилиця, яка впадає в Артемівську затоку Печенізького водосховища. На території та навколо села є кілька штучних водойм — ставків.

## Пам'ятки
- Регіональний ландшафтний парк «Печенізьке поле»

## Видатні особистості
- Камишев Іван Павлович — Герой Радянського Союзу. Рядовий Радянської армії, кулеметник 172-го стрілецького полку, 13-ї стрілецької дивізії, 59-ї армії, 1-го Українського фронту.
- Одерій Павло Ігорович (29 червня 1983 - 12 травня 2023)—український військовослужбовець, учасник російсько-української війни.[8]
- Тєрєхов Руслан Михайлович(10 березня 1992 - 02 червня 2022)—український військовослужбовець, учасник російсько-української війни.[8]
- Федяєв Василь Васильович(29 січня 1968 - 23 грудня 2022)—український військовослужбовець, учасник російсько-української війни.[9]